# Bandera de Londres
La bandera de la Ciutat de Londres consisteix en un drap de color blanc i forma rectangular amb una creu de color vermell. En el cantó superior que està situat més proper al masteler apareix representada una espasa de color vermell col·locada verticalment.
Aquesta bandera està formada per alguns dels mateixos elements que componen l'escut de la ciutat: el fons de color blanc amb la creu de color vermell, coneguda com la Creu de Sant Jordi, que és la bandera d'Anglaterra i l'espasa que simbolitza a Sant Pau. Està documentat que l'any 1381 la Creu de Sant Jordi i l'Espasa de Sant Pau ja s'usaven com a símbols de la Ciutat de Londres.
Aquesta ensenya és l'emblema de la Ciutat de Londres, el districte antic que es trobava dins de la Muralla de Londres, i avui conegut com el centre financer de Londres.

Bandera del Consell del Gran Londres (1965-1986)